# Волфенденов извештај
Извештај министарског одбора о хомосексуалним преступима и проституцији, познатији као Волфенденов извештај (по лорду Волфендену, председнику одбора), извештај је који је објављен 4. септембра 1957. године у Уједињеном Краљевству након што је неколико познатих и угледних мушкараца, укључујући лорда Монтагуа, Питера Вајлдеблода и Мајкла Пита Риверса ухапшено и оптужено за хомосексуална дела.

## Одбор
Одбор се састојао од 15 чланова (3 жене и 12 мушкараца), а председник је био Џон Волфенден. Одбор се први пут састао 15. септембра 1954. године, а радио је укупно 62 дана, од којих су 32 дана саслушавани сведоци. Међу сведоцима су били полицајци, службеници за условну казну, психијатри, верски лидери и геј мушкарци.

## Препоруке из извештаја
Одбацујући конвенционалне идеје времена, Одбор је препоручио да „хомосексуални односи између две одрасле особе у приватном не би требало више да буду кривично дело“. Сви чланови одбора, осим Џејмса Адера, подржали су ову препоруку. Одбор је, супротно неким медицинским и психијатријским доказима сведока, утврдио да се „хомосексуалност не може легитимно сматрати за болест, јер је у многим случајевима то једини симптом и компатибилна је са пуним менталним здрављем у другом погледу.“ У извештају се додаје: „Функција закона је да очува јавни ред и пристојност, у циљу заштите грађана од онога што је увредљиво или штетно, и да обезбеди довољне гаранције против експлоатације и корупције других... Није, по нашем мишљењу, функција закона да интервенише у приватне животе грађана, или да покушава наметнути одређени образац понашања.“ Одбор је препоручио да најмања старост код добровољног пристанка на хомосексуалне односе буде 21 година.
У извештају се такође расправљало о порасту уличне проституције у то време, које је повезано са „нестабилношћу у заједници“ и „слабљењем породице“. Након извештаја, полиција је покренула акцију разбијања уличне проституције.

## Последице
Извештај је покренуо значајну јавну расправу у којој су учествовали и неки угледни правници тога времена. Десет година након објављивања извештаја донет је нови закон којим су декриминализовани хомосексуални односи у Енглеској и Велсу.